# Clay Ketter
Clay Joel Ketter, född 3 maj 1961 i Brunswick, Maine, är en amerikansk-svensk konstnär och musiker.
Clay Ketter tilldelades 2009 Carnegie Art Awards tredjepris och hade samma år en separatutställning på Moderna Museet i Stockholm. Han har gjort målningar och skulpturer byggda av vardagliga material och föremål och också fotografiska verk.
Clay Ketter är son till ingenjören Leo C. Ketter och Natalie Dubé och växte upp i New Haven i Connecticut i USA.  Ungdomstiden präglades av ett starkt natur- och musikintresse. Fadern målade och gjorde basreliefer i trä. Detta tillsammans med uppmuntrande konstlärare gav upphov till Ketters konstnärskap. 
Han studerade vid Department of Fine Art and Design vid State University of New York (SUNY) i Purchase 1980–85 som skulpturelev med Elyn Zimmerman, Andrea Bluhm och Abe Ajay som lärare. Efter avslutade studier bosatte han sig i New York, där han arbetade på olika byggplatser och spelade trummor i bandet "The Few". År 1987 träffade han sin blivande hustru, Jenny Mark, i New York, och de flyttade till Lund 1988. Han spelade där trummor i Lundabandet "Self Made Man" och spelade musik professionellt under sina första fem år i Sverige. Han gjorde också snickerier till utställningar hos Anders Tornberg gallery och fortsatte som teknisk ansvarig för galleriet till Tornbergs bortgång 1997, samt var ansvarig tekniker på Rooseum i Malmö under 1990-talet. 
Clay Ketter hade 1992 en första separatutställning på studentgalleriet Pictura i Lund, där han byggde utställningen på plats av gipsskivor. År 1994 ställde han ut på Andreas Brändströms hemma hos-galleri i Stockholm. År 1995 deltog Ketter i Lars Nittves utställning "Nutopi" på Rooseum i Malmö. Han hade vid det laget hunnit ha den första av flera separatutställningar på White Cube i London 1996. År 1999 hade han sin första separatutställning i New York på Sonnabend Gallery. Ketter finns representerad vid bland annat Göteborgs konstmuseum, Skissernas museum och Moderna Museet.

Clay Ketter är sedan 1988 bosatt i Skåne. Han är gift med Jenny Mark Ketter och tillsammans har de tre barn, bland andra skådespelerskan Fanny Ketter. 
| ”             | Till sommaren 1995 hade Clay Ketter etablerat en oeuvre som var personlig och fullkomligt förankrad i konsthistorien. Det tillät honom att måla de mest vidunderligt vackra minimalistiska målningar och bygga gåtfulla skulpturer, som i sin ytmässighet gränsar till målningar och därmed i sin ambivalens mellan måleri och skulptur glider upp vid de historiska minimalistiska objektens sida - bara för att strax utveckla sin egen logik med ena foten i konstvärlden och den andra i den verkliga. | „ |
| – Lars Nittve | |   |